# ディッキー (衣服)

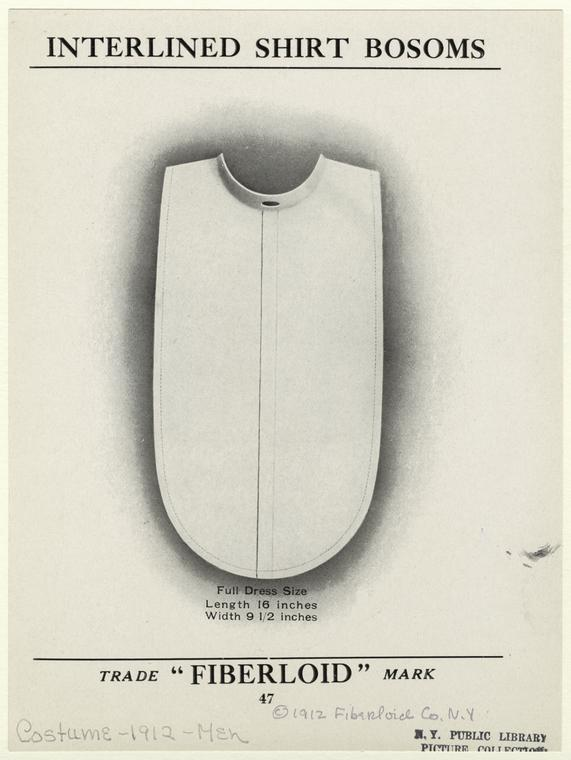
ディッキー（イカ胸）の広告、1912年

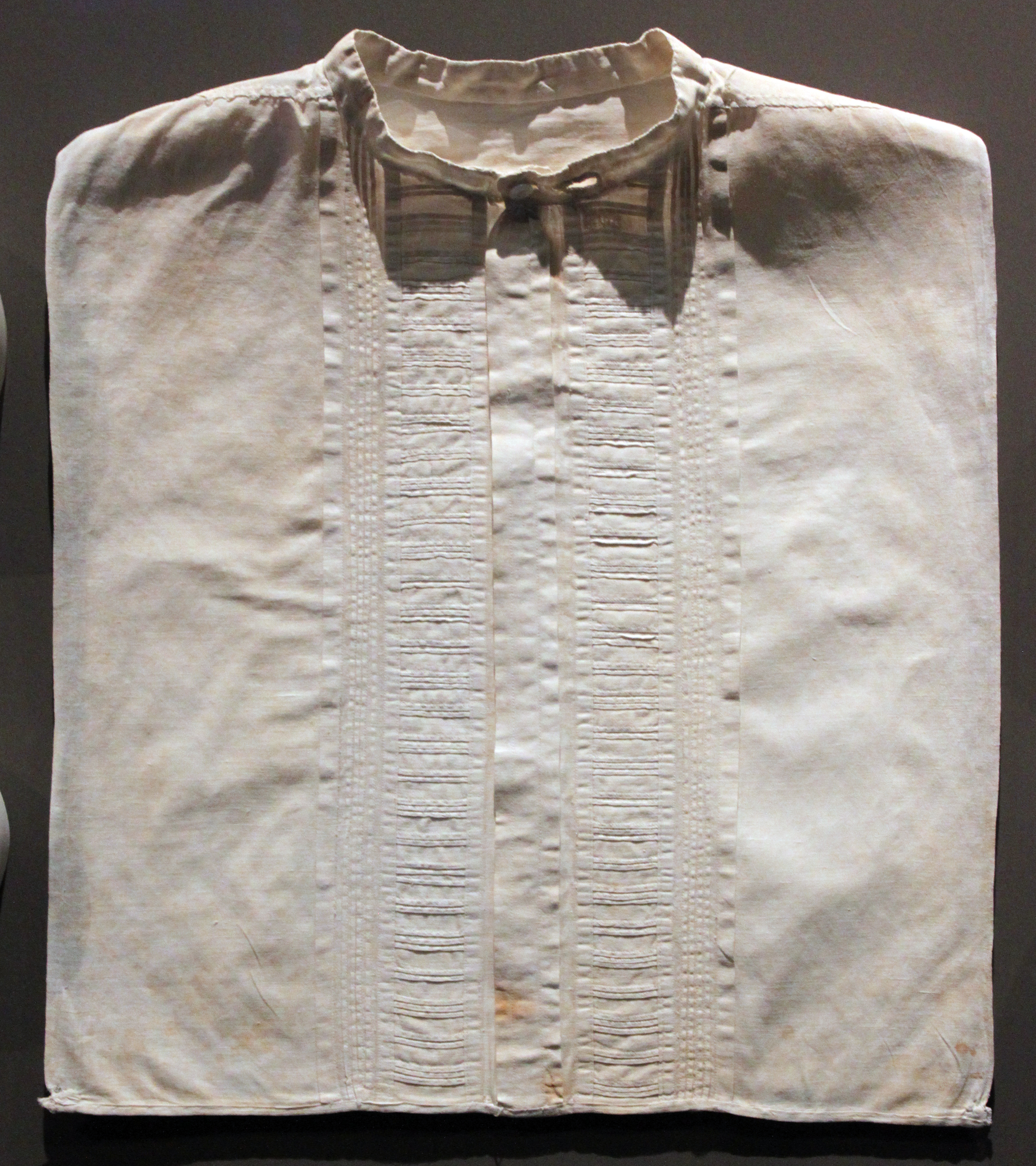
ディッキー（ヒダ胸）、1915年

ディッキー（英:dickey、dickie または dickyとも）、またはタキシード・フロント（英：tuxedo front または tux front）とは、タキシードやホワイトタイを着るときに着用する、シャツの前部分の形をした胸当てである。

## 概要
ディッキーの上に付け襟をつけ、さらにその上にウェストコート、カマーバンド、タイなどを着用すれば、どう見ても普通にシャツを着ているように見える。
激しい運動などをするとディッキーが外に飛び出すことがあり、そうなるとディッキーであることがばれてしまう上に色々と見えてしまって恥ずかしいが、ボードビルの芸人にとっては鉄板ギャグの一つである。ディッキーが外に飛び出すのを防ぐため、タブを降ろしてズボンに引っ掛けるものもある。
材質は布・紙・硬質プラスチック（セルロイド）などがある。セルロイドのディッキーは19世紀終盤に登場し、史上初めて商業的に成功したセルロイド製品の一つとなった。
もともとはシャツの洗濯などが手軽にできなかった時代の発明である。ディッキーが発明されたことで、正礼装のシャツの前部分を付け襟と同様に分離して、洗濯や糊付けをより簡単にできるようになった。ディッキーは伝統主義者からは「悪」とみなされ、次第に使われなくなっていったが、現代ではそもそも伝統主義者でも毎日イブニングスーツを着て生活している人はほとんどいない。
ディッキーの語は、「シャツ」を意味するコックニー（イギリスの労働者階級で話される下町言葉）の押韻俗語「dicky dirt」に由来する。当時のイギリスのオフィス・ワーカーはシャツを着用することが求められたが、彼らの給与からすると洗濯した綺麗なシャツを毎日着ることは難しかった。特に1850年代にはみんな汚いシャツをディッキーで覆い隠して生活していた。

## ディッキーの材質

### セルロイド（硬質プラスチック）のディッキー
セルロイドのディッキーは、その防水性と汚れにくさで人気があった。伝統的な布地のシャツの前身頃とは異なり、セルロイドのディッキーはシワになったりくしゃくしゃになったりすることが無く、滑らかで真っ白でままであった。セルロイドのディッキーは、モーニングやイブニングの正礼装のシャツのときに着用する胸当て（いわゆるイカ胸）の外観を再現している。いろんなデザインがあり、例えば縁が丸いもの、まっすぐなもの、ひもなどで服にくくりつけないもの、ズボンにくくりつけるもの、横に伸ばしたひもで背中でくくりつけるもの、などがあった。そのため、このディッキーはエンターテイナーやミュージシャンなどのパフォーマーによく使われていたが、一方で、硬い、扱いにくい、よく外に飛び出す、などといった点が必要以上にネタにされていた。「バッグス・バニー」のアニメで、バッグス・バニーがオペラの指揮者をしている設定で、オペラ歌手のズボンがずり落ちてディッキーがパンツ丸見えのオペラ歌手の喉に巻きつくというシーンがある。「The flapping dickey」は、わざとパタパタするように調整したディッキーを使うボードビルの有名な鉄板ネタの一つである。

### 紙製のディッキー
紙製のディッキーは、劇場やサービス業などで、制服としてリネンの礼服を使うのにかかる費用を節約するために使われた。ウェイター、ホテルのボーイ、ドアマン、ベルボーイ、リムジンのドライバー、召し使いなどが使っていた。現在でも生産されている。

### 布製のディッキー
布製のディッキーは様々なスタイルに使われ、例えばドレスシャツの前身頃と襟、フリルシャツ（いわゆるヒダ胸）などに使われた。
プラスチック製のディッキーがファッションの先端から消えて長い期間がたつが、布製のディッキーは現代でも時折見られることがある。現代のファッションとしてはセーターを着ているように見せるタートルネックのセーターのディッキーがよく使われる。マーチングバンドのユニフォームにもよく使われる。

## 女性服のディッキー
ディッキーは伝統的に男性が着用していたが、1943年頃より女性にも着用されるようになった。それ以前から着用されていたかどうかはともかくとして、1943年の『Vogue New York』誌にディッキーの広告が出ている。宣伝文句によると「あなたの新しいスーツを活気付け、古いのは若返らせる」とのこと。女性のディッキーは綿やレーヨンで作られ、刺繍、レース、ジャボット、フリルなどで装飾されている。当時の価格は2～3ドルだった。
女性向けディッキー用のパターンは、1944年に発行されたButterick社（アメリカの洋裁用具会社）のパターン集に8種類のディッキーが載せられているのを見ることができる。ディッキーは長きに渡ってファッションの主流からは遠ざかっていたが、手芸のレベルでは続いていて、近年のファッション界における流行につながっている。

## 現代ファッションにおけるディッキー
近年、ディッキーの人気が高まっている。2011年には、ディッキーズとメンズウェアからインスピレーションを得たランジェリーがミニマリストの間で人気となった。2011年には付け襟とディッキーが「ピーターパンカラー」としてファッションショーに登場した。2013年には、従来のニットとコットンだけでなくレザーとシルクのディッキーがネックウォーマーとして登場した。2015年にはディッキーのネックウォーマーが冬物のアクセサリーとして登場。2015年には現代デザイナーのMichael Korsがディッキーを採用。
テレビの『The Big Bang Theory』のキャラクターHoward Wolowitzがディッキーを着ており、『Dinner for Schmucks』のTherman Murch（Zach Galifianakisが演じる）がオレンジのタートルネックのディッキーを着ている。『National Lampoon's Christmas Vacation』のCousin Eddie（Randy Quaid）が濃いグリーンのタートルネックのディッキーを着ている。

## 伝統服のディッキー
ディッキーは男性の礼装において使われているだけでなく、世界の伝統服においても使われている。

### アルメニア
短くて暑い夏と長く寒い冬という気候から、伝統的にアルメニアのドレスはレイヤー構成となっている。天候の変化が起こったとき、レイヤーを簡単に切り替えることができる。女性のアウターのドレスがローカットだった場合、胸一面に大きな刺繍がされたディッキースタイルのシャツがインナーとなる。

### ギリシャ
ギリシャの未亡人は伝統的にモーニングドレスの上に黒い喪章を身に着ける。歴史的に、ギリシアの特定の地域、特にペロポネソスとエヴィアでは、白いシュミーズと刺繍の無いsigouni、黒いディッキー、黒いヘッドスカーフ、および黒いエプロンを身に着ける。

### サーミ人（北ヨーロッパ、西ロシア）
サーミ人の文化においては、男女ともに、特にサーミ地方の中部および南部においては、チュニックの下にディッキーを着用する。この種のチュニックは、しばしばディッキーを着るためのVネックがある。ディッキーは普通は長方形であり、ウールでできている。伝統的に、女性は赤いウールを身につけ、男性は青いウールを身につける。ディッキーは通常、周縁部がトナカイの皮で装飾され、中央部が金糸とガラスビーズで飾られる。その目的は、ディッキーが注目されるためである。

## 参照
1. ↑  Merriam-Webster, Oxford English Dictionary
2. ↑  Tarrant, Naomi (英語). England. doi:10.2752/bewdf/edch8047a
3. 1 2  Fashion: A dickey does it. (1943, Feb 01). Vogue, 101, 133. Retrieved from https://search.proquest.com/docview/879222990
4. ↑  Butterick. Collars/Cuffs/Dickeys [Original work found in Commercial Pattern Archive (CoPA), Rhode Island]. Retrieved May 23, 2017, from https://www.bloomsburyfashioncentral.com/products/berg-fashion-library/museum/commercial-pattern-archive-copa/collars-cuffs-dickeys (Original work created in 1944)
5. ↑  Costume Party. (2011, May 16). WGSN. Retrieved from: https://www.wgsn.com/content/board_viewer/#/15817/page/6
6. ↑  Paging Peter Pan. (2011, August, 8). WGSN. Retrieved from: https://www.wgsn.com/content/board_viewer/#/16900/page/1
7. ↑  The Dickey. (2013, August 15). WGSN. Retrieved from: https://www.wgsn.com/content/board_viewer/#/33311/page/2
8. ↑  Cold Weather Accessories F/W 14. (2013, December 19). WGSN. Retrieved from: https://www.wgsn.com/content/board_viewer/#/50386/page/11
9. ↑  “Now You Know: Dickies Are Back in Fashion (Yes, Really)” (英語). InStyle.com 2017年5月23日閲覧。
10. ↑  Lind-Sinanian, Gary; Lind-Sinanian, Susan (英語). Armenia. doi:10.2752/bewdf/edch9056a
11. ↑  Welters, Linda (1999). “5 Gilding the Lily: Dress and Women's Reproductive Role in the Greek Village, 1850-1950”. Folk Dress in Europe and Anatolia. Dress, Body, Culture. doi:10.2752/9781847880291/fkdreur0009. ISBN 9781847880291
12. ↑  Koslin, Desiree (2010) (英語). Sami. 8. doi:10.2752/bewdf/edch8057. ISBN 9781847888570